# Limnophila nebulifera
Limnophila nebulifera là một loài ruồi trong họ Limoniidae. Chúng phân bố ở miền Australasia.